# Rosie Huntington-Whiteley
Rosie Alice Huntington-Whiteley (Plymouth, Devon, Engleska, 18. travnja 1987.), bolje poznata samo kao Rosie Huntington-Whiteley je britanska glumica i model iz Londona. Najpoznatija je po radu na ženskom donjem rublju za Victoria's Secret i Burberry. Također je poznata po ulozi Carly Spencer u filmu Transformeri: Tamna strana Mjeseca.

## Privatni život
Rosie Huntington-Whiteley je bila u vezi s Tyroneom Woodom od kolovoza 2007. do listopada 2009. godine, najmlađim sinom glazbenika Rona Wooda. Kada se par rastavio, Rosie je započela kratku vezu s francuskim glumcem Olivierom Martinezom koja je završila u ranoj 2010. godini. U travnju 2010. godine je izjavila da je u vezi s glumcem Jasonom Stathamom, te su prvi put viđeni na glazbenom festivalu Coachella.

## Filmografija
- Transformeri: Tamna strana Mjeseca (2011.)
- Mad Max: Fury Road (2013.)

## Vanjske poveznice

### Službene stranice
- Rosie Huntington-Whiteley na Twitteru

### Profili
- Rosie Huntington-Whiteley na Allmovieu
- Rosie Huntington-Whiteley na Internet Movie Databaseu
- Rosie Huntington-Whiteley na Rotten Tomatoesu